# Mihimaru GT
mihimaru GT (ミヒマル ジーティー) est un groupe japonais de J-pop et urban, actuellement signé au label Universal Music Japan, affilié à Avex, et Stardust Promotion. Miyake Mitsuyuki et Hiroko Akutsu, les deux membres du groupe, forment mihimaru GT en 2003, et rencontrent le succès dès 2006. Ils se placent plusieurs fois dans le classement musical Oricon, et leur titres sont également présentés dans quelques jeux vidéo de rythme, et des animes.

## Biographie
mihimaru GT est un duo musical formé en 2003 par le compositeur Miyake Mitsuyuki, et la chanteuse Hiroko Akutsu, tous deux originaires du Japon. Avant la formation de mihimaru GT, les deux artistes étaient initialement compositeurs respectifs en solo. Au long de son parcours musical, le groupe fait paraître des albums et chansons à succès modéré à commencer par le titre Yakusoku en 2003. Ils sont également les auteurs de génériques dans quelques animes incluant Yatterman et Bobobo-bo Bo-bobo.
Avant 2006, le groupe se classe pas plus haut à la première place au Oricon. En 2006, cependant, leur single, Kibun Jojo devient la chanson de Palty, le thème musical du site music.jp, et le générique de fin du programme Sukibara. En septembre 2006, ils font paraître leur troisième album Mihimagic. Les ventes explosent en 2006 avec leur single Itsumademo Hibiku Kono Melody/Magical Speaker qui réussit à se classer troisième au Oricon. La chanson Kibun Jojo elle-même est présentée dans des jeux vidéo de rythme tels que Taiko: Drum Master, Moero! Nekketsu Rhythm Damashii Osu! Tatakae! Ouendan 2, et Happy Dance Collection sur Wii. Leur chanson ギリギリHero est présenté dans le film Shaoulin Shojou. En 2007, ils font paraître la compilation The Best of Mihimaru GT, qui se vendra à plus de 145 000 exemplaires pendant l'année de sa parution. Leur chanson Switch est utilisée lors des Championnats du monde de tennis de table en 2009, au Japon.
Vers 2010, leur chanson Masterpiece devient le générique d'ouverture de la série Yu-Gi-Oh! Zexal. En avril 2011, le duo joue aux côtés du chanteur coréen Park Jung Min au UN Charity Concert de Yokohama, afin de collecter des fonds pour les victimes du séisme de la côte Pacifique du Tōhoku. Le 15 décembre 2012, le groupe annonce, pendant sa tournée Nenmatsu Jumbo Takara Eve ‘12 ~Shiwasu Dayo! Banzai Sansho!!!~, la sortie prochaine d'un best-of fêtant ses dix années d'existence. En février 2013, le groupe annonce la sortie d’un nouveau single pour le 20 février 2013 intitulé Kimi Dake no Story ; générique de fin du programme de variété sur Fuji TV, Kiseki Taiken – Unbelievable-, ainsi que le thème du film Sora no Kyoukai. En mars 2013, les deux membres annoncent une pause à durée indéterminée qui commencera dès le 31 décembre 2013.

## Membres
- Hiroko Akutsu : chanteuse, auteure-compositrice (depuis 2003)
- Miyake Mitsuyuki : rappeur, compositeur, interprète (depuis 2003)

## Discographie

### Albums
- 2004 : Mihimarhythm
- 2005 : Mihimalife
- 2006 : Mihimagic
- 2006 : Mihimagic mihimania "Collection Album"
- 2007 : The Best of mihimaru GT "Best Of"
- 2008 : Mihimarise
- 2008 : mihimaniaII ~Collection Album~
- 2009 : The Best Of Asia
- 2010 : mihimalogy
- 2010 : The Best Of mihimaballads

### Singles
1. Yakusoku
2. Kaerōka
3. Negai
4. H.P.S.J.-mihimaru Ball MIX-/So Merry Christmas
5. Yurume no Lady
6. Love is...
7. Koisuru Kimochi/Yes
8. Sayonara no Uta
9. Kibun Jōjō
10. Tsuyoku Tsuyoku
11. Itsumademo Hibiku kono Melody/Magical Speaker
12. Kakegae no Nai Uta
13. Punkish
14. Gazen Yeah !
15. I Should Be So Lucky/Ai Kotoba
16. Diverge
17. Girigiri HERO
18. Nakinatsu (泣き夏)
19. Shiawase ni Narou
20. Switch
21. Torokechau Dandy (とろけちゃうダンディ)
22. Un Lock
23. Love Letter
24. Omedeto (オメデトウ)